# Élections générales yukonnaises de 1982
L'élection générale yukonnaise de 1982 fut tenue le 7 juin 1982 afin d'élire les 16 députés à l'Assemblée législative du territoire canadienne du Yukon. Le Parti progressiste-conservateur de Chris Pearson est réélu pour un deuxième mandat majoritaire avec 10 sièges, tandis que le Nouveau Parti démocratique, dirigé par Tony Penikett, continue de forme l'Opposition officielle. Le Parti libéral de Ron Veale est rayé de la carte.

## Résultats
| Parti | Parti                      | Chef          | # de candidats | Sièges | Sièges | Sièges  | Voix | Voix   | Voix    |
| ----- | -------------------------- | ------------- | -------------- | ------ | ------ | ------- | ---- | ------ | ------- |
| Parti | Parti                      | Chef          | # de candidats | 1982   | Élus   | % Diff. | #    | %      | % Diff. |
|       | Progressiste-conservateur  | Chris Pearson |                | 11     | 10     | -9,1 %  |      | 46,9 % |         |
|       | Nouveau Parti démocratique | Tony Penikett |                | 1      | 6      | +500 %  |      | 35,4 % |         |
|       | Libéral                    | Ron Veale     |                | 2      | 0      | -100 %  |      | 15,0 % |         |
|       | Indépendant                | Indépendant   |                | -      | -      | -100 %  |      | 3,8 %  |         |
| Total | Total                      | Total         |                | 16     | 16     | -       |      | 100 %  |         |